# Hales Corners, Wisconsin
Hales Corners là một làng thuộc quận Milwaukee, tiểu bang Wisconsin, Hoa Kỳ. Năm 2006, dân số của làng này là 7765 người.